# Lodoga (Kalifornija)
Lodoga je naseljeno područje za statističke svrhe u američkoj saveznoj državi Kalifornija. Prema popisu stanovništva iz 2010. u njemu je živjelo 197 stanovnika.